# Lee Seung-yeoul
Lee Seung-yeoul (en coreano: 이승렬; nacido en Bucheon, el 6 de marzo de 1989) es un futbolista surcoreano que juega como extremo para el Seongnam Ilhwa Chunma de la K League Challenge.

## Clubes
| Club                       | País          | Año           |
| -------------------------- | ------------- | ------------- |
| FC Seoul                   | Corea del Sur | 2008-2011     |
| Gamba Osaka                | Japón         | 2012          |
| Ulsan Hyundai (a préstamo) | Corea del Sur | 2012          |
| Seongnam Ilhwa Chunma      | Corea del Sur | 2013-presente |

## Selección nacional

### Selecciones juveniles
Lee comenzó su carrera internacional jugando con la selección sub-18 de Corea del Sur. También fue incluido en la lista preliminar de jugadores que participaron del torneo de fútbol en los Juegos Olímpicos de Pekín 2008. En 2009 fue parte del equipo que compitió en el mundial sub-20, aunque no jugó ningún partido en el torneo.

### Selección mayor
Hizo su debut con la selección mayor el 9 de enero de 2010 en un partido amistoso frente a Zambia. Un mes después anotó su primer gol en un partido frente a Hong Kong por el Campeonato de Fútbol del Este de Asia 2010.
Lee fue incluido en la lista de 23 jugadores que representaron a Corea del Sur en la Copa Mundial de Fútbol de 2010. En el torneo, Lee solo jugó 5 minutos en el partido por la fase de grupos frente a Grecia.

### Participaciones en Copas del Mundo
| Mundial                        | Sede      | Resultado        |
| ------------------------------ | --------- | ---------------- |
| Copa Mundial de Fútbol de 2010 | Sudáfrica | Octavos de final |

### Goles internacionales
| #   | Fecha                 | Lugar               | Rival     | Gol   | Resultado | Competición                                |
| --- | --------------------- | ------------------- | --------- | ----- | --------- | ------------------------------------------ |
| 01. | 7 de febrero de 2010  | Tokio, Japón        | Hong Kong | 2 – 0 | 5 – 0     | Campeonato de Fútbol del Este de Asia 2010 |
| 02. | 14 de febrero de 2010 | Tokio, Japón        | Japón     | 3 – 1 | 3 – 1     | Campeonato de Fútbol del Este de Asia 2010 |
| 03. | 16 de mayo de 2010    | Seúl, Corea del Sur | Ecuador   | 2 – 0 | 2 – 0     | Amistoso                                   |

## Palmarés

### Torneos internacionales
| Título                      | Club          | Sede  | Año  |
| --------------------------- | ------------- | ----- | ---- |
| Liga de Campeones de la AFC | Ulsan Hyundai | Ulsan | 2012 |

### Distinciones individuales
| Distinción                    | Año  |
| ----------------------------- | ---- |
| Novato del Año de la K-League | 2008 |